# Sentiscencia
Sentiscencia es el concepto por el cual el filósofo Xabier Zubiri denota una especie de sensibilidad difusa que atañe al organismo del animal menos complejo, por oposición a la sensibilidad propiamente dicha de formas más desarrolladas. Se enmarca en una jerarquía de tres grados de estimulación posible, contándose junto a los dos ya mencionados el mínimo de la susceptibilidad.